# 阿克巴號木殼外輪炮艇
阿克巴號木殼外輪炮艇（INS Akbar）是皇家印度海軍的一艘木殼明輪炮艇。它於1841年下水，曾參與第一次鴉片戰爭。

## 建造
本艦於1841年在蘇格蘭格拉斯哥港John Wood公司的東船廠開工建造，10月20日下水，艦長206英尺5英寸（62.92米），寬34英尺（10.36米），吃水14英尺6英寸（4.42米），註冊總噸1,143噸，羅伯特·納皮爾公司350匹額定馬力的燃煤蒸汽機推動兩個明輪，裝備6門8吋滑膛前膛炮。

## 艦歷
經驗豐富的約翰·佩珀上校被任命為東印度公司中國分艦隊的資深軍官，本艦在他的指揮下抵達香港。本艦作為警衛艦停在黃埔九個月，沒有參加鴉片戰爭其後的戰鬥，不過本艦曾在香港汲水門與海盜交戰。1844-45年時，本艦在喬治·W·利茲中尉的指揮下從孟買運兵到文格烏爾拉，鎮壓馬哈拉施特拉邦南部鄉間的叛亂。
本艦於1859年2月出售。

## 引用
1. 1 2  . www.clydeships.co.uk.   [2023-03-31]. （原始内容存档于2023-03-31）.
2. ↑  . www.navypedia.org.   [2023-03-31]. （原始内容存档于2023-03-31）.
3. ↑  Low（1877年），第154页
4. ↑  Low（1877年），第179页